# Dérbi da Invicta
A rivalidade entre FC Porto e Boavista FC é um confronto que envolve os dois clubes mais representativos da cidade do Porto, no Norte de Portugal. É normalmente chamado de Dérbi da Invicta, ou também, conhecido como Dérbi Portuense. O nome homenageia a cidade, conhecida como "Invicta" devido à sua resistência durante a Guerra Peninsular.
Eis algumas características dos clubes representados:
- A data de fundação oficial do FC Porto remonta a 1893 enquanto a do Boavista FC a 1903.
- No ano de 2025, o Porto possui cerca de 150.000 associados enquanto o Boavista possui cerca de 9.656 associados.[7]

- FC Porto é o clube mais representativo da cidade do Porto e do Norte de Portugal e está inserido no lote dos designados "Três Grandes" do futebol português, sendo o clube português com mais troféus internacionais oficiais.
- Boavista FC é, em termos de número de troféus nacionais, o segundo clube da cidade do Porto e do Norte de Portugal e o quarto clube a nível nacional.
- Além da questão dos títulos, o "Clube do Bessa" é o sexto clube português com maior número de presenças em competições europeias (20), tendo conseguido atingir a Meia final da Taça UEFA em 2002/03.
- A partir a época de 2025/26 este dérbi não se realizará de forma regular na Primeira Liga devida à descida de divisão do Boavista FC, 17 anos depois.[8]

## Histórico de confrontos
Atualizado em 18 de agosto de 2024
| Competição                    | Vitórias do FC Porto | Empates | Vitórias do Boavista | Jogos |
| ----------------------------- | -------------------- | ------- | -------------------- | ----- |
| Primeira Liga                 | 89                   | 18      | 17                   | 122   |
| Campeonato de Portugal        | 3                    | 1       | 0                    | 4     |
| Taça de Portugal              | 9                    | 2       | 2                    | 13    |
| Taça da Liga                  | 0                    | 0       | 0                    | 0     |
| Supertaça Cândido de Oliveira | 2                    | 1       | 3                    | 6     |
| Taça FPF                      | 1                    | 1       | 0                    | 2     |
| Campeonato Regional do Porto  | 1                    | 1       | 1                    | 3     |
| Total                         | 105                  | 24      | 23                   | 152   |

## Títulos
Futebol Sénior
Listagem de competições oficiais, e respetivo número de títulos conquistados por FC Porto e Boavista FC.
| Competições Internacionais                                    | FC Porto | Boavista FC |
| ------------------------------------------------------------- | -------- | ----------- |
| Taça Intercontinental / Mundial de Clubes da FIFA             | 2        | -           |
| Taça dos Campeões Europeus / Liga dos Campeões da UEFA        | 2        | -           |
| Taça das Cidades com Feiras / Taça UEFA / Liga Europa da UEFA | 2        | -           |
| Liga Conferência da UEFA                                      | -        | -           |
| Taça das Taças                                                | -        | -           |
| Supertaça da UEFA                                             | 1        | -           |
| Total Internacional                                           | 7        | 0           |
| Competições Nacionais                                         | FC Porto | Boavista FC |
| Primeira Liga Portuguesa                                      | 30       | 1           |
| Campeonato de Portugal                                        | 4        | -           |
| Taça de Portugal                                              | 20       | 5           |
| Taça da Liga                                                  | 1        | -           |
| Supertaça Cândido de Oliveira                                 | 24       | 3           |
| Segunda Liga                                                  | 1*       | -           |
| II Divisão                                                    | -        | 2*          |
| Liga Intercalar                                               | 1*       | -           |
| Total Nacional                                                | 79       | 9           |
| Competições Regionais                                         | FC Porto | Boavista FC |
| Taça José Monteiro da Costa - Campeonato do Norte de Portugal | 5        | -           |
| Taça do Norte de Portugal                                     | 3        | -           |
| Liga Intercalar (Norte)                                       | 1        | -           |
| Campeonato Regional do Porto                                  | 30       | 1           |
| AF Porto 1.ª Divisão                                          | -        | 1           |
| Taça de Honra da AF Porto                                     | 14       | -           |
| Campeonato do Porto (Reservas)                                | 29       | 4           |
| Taça de Honra AF Porto (Reservas)                             | 1        | -           |
| Prova Extra (Reservas)                                        | 1        | -           |
| Torneio Início                                                | 7        | 6           |
| Taça Inter-Associações                                        | 1        | -           |
| Taça Bronze Associação                                        | 2        | -           |
| Taça António Quelhas                                          | 1        | -           |
| Taça José Maria Pedroto                                       | 2        | -           |
| Taça Bronze Joaquim Soares Martins                            | 1        | -           |
| Taça Clube União do Norte                                     | 1        | -           |
| Total Regional                                                | 99       | 12          |
| Total Oficial                                                 | 185      | 21          |

* Significa competições de escalões inferiores e, ou, conquistados pelas equipas reservas. 
Futebol Jovem
Listagem de competições oficiais, e respetivo número de títulos conquistados por FC Porto e Boavista FC.
| Competições Internacionais                     | FC Porto | Boavista FC |
| ---------------------------------------------- | -------- | ----------- |
| Blue Stars/FIFA Youth Cup                      | 1        | -           |
| UEFA Youth League                              | 1        | -           |
| Taça Internacional da Premier League           | 2        | -           |
| Competições Nacionais                          | FC Porto | Boavista FC |
| Campeonato Nacional de Juniores                | 23       | 4           |
| Campeonato Nacional de Juvenis                 | 20       | 1           |
| Campeonato Nacional de Iniciados               | 14       | 3           |
| Campeonato Nacional de Infantis                | 2        | 2           |
| Competições Regionais                          | FC Porto | Boavista FC |
| Campeonato do Porto (Juniores)                 | 10       | 10          |
| Campeonato Distrital (Juniores)                | 20       | 1           |
| Taça de Honra AF Porto (Juniores)              | 8        | 1           |
| Campeonato do Porto (Juvenis)                  | 5        | -           |
| Campeonato Distrital (Juvenis)                 | 16       | -           |
| Taça de Honra AF Porto (Juvenis)               | 15       | -           |
| Campeonato do Porto (Iniciados)                | 9        | 3           |
| Campeonato Distrital (Iniciados)               | 23       | 3           |
| Taça de Honra AF Porto (Iniciados)             | 5        | 2           |
| Campeonato Distrital (Infantis)                | 23       | 13          |
| Taça de Honra AF Porto (Infantis)              | 5        | 2           |
| Campeonato Distrital (Escolas / Principiantes) | 13       | 9           |
| Total                                          | 208      | 54          |